# Етьєн Вермерш
Етьєн Вермерш (2 травня 1934, Брюгге — 18 січня 2019, Гент) — бельгійський філософ . Здобув популярність завдяки своїм працям на тему атеїзму .

## З біографії
1965 року Вермерш здобув ступінь магістра класичної філології та філософії та ступінь доктора філософії в Гентському університеті. Як професор викладав там теорію науки та філософську антропологію. Вермерш спочатку належав до єзуїтів . Однак з часом він побачив суперечності християнства і став атеїстом. Як скептик, він був одним із засновників SKEPP. Вважався одним із найвпливовіших інтелектуалів Фландрії.
2016 року його іменем був названий астероїд: (14439) Евермерш .

## Праці
- Epistemologische inleiding tot een wetenschap van de mens, Brugge, Uitgeverij De Tempel, 1967.
- Hedendaagse wijsbegeerte, Gent, Gakko, 1973, 151 pp.
- De ogen van de panda. Een milieufilosofisch essay, Brugge, Van de Wiele, 1988, 72 pp. ISBN 9789069660349
  - De ogen van de panda: een milieufilosofisch essay: een kwarteeuw later (Antwerpen:Houtekiet, 2010), 159 pp. ISBN 9789089241122
- Legalisering van abortus. Bedenkingen bij de discussies in de Senaatscommissie, Mededelingen van het Centrum voor Milieufilosofie en Bio-ethiek aan de RUG, 1989, 32 pp.
- Bio-ethiek. Een inleiding, Universiteit Gent, 4e referaat voor de Wetenschappelijke Nascholing 1991-92, 32 pp.
- Van Antigone tot Dolly. Veertig jaar kritisch denken (Antwerpen:Hadewijch, 1997), 256 pp. ISBN 9789052404127
- De rivier van Herakleitos (in samenwerking met Johan Braeckman e.a.) (Antwerpen:Houtekiet, 2008) ISBN 9789089240354
- Dirk Verhofstadt in gesprek met Etienne Vermeersch. Een zoektocht naar waarheid (in samenwerking met Dirk Verhofstadt) (Antwerpen:Houtekiet, 2011) ISBN 9789089241450
- Atheïsme (Uitgeverij Luster, 2011) ISBN 9789460580529
- De multiculturele samenleving (Uitgeverij Luster, 2011) ISBN 9789460580864
- Provençaalse gesprekken (Uitgeverij VUBPRESS, 2013) ISBN 9789057182709
- Over God (Uitgeverij Vrijdag, 2016) ISBN 9789460014710